# Marlene de Boer
Marlene de Boer (1988) es una deportista neerlandesa que compite en triatlón. Ganó dos medallas en el Campeonato Europeo de Triatlón de Larga Distancia, plata en 2023 y oro en 2024.

## Palmarés internacional
| Campeonato Europeo | Campeonato Europeo    | Campeonato Europeo | Campeonato Europeo |
| Año                | Lugar                 | Medalla            | Prueba             |
| ------------------ | --------------------- | ------------------ | ------------------ |
| 2023               | Almere (Países Bajos) | Medalla de plata   | Individual         |
| 2024               | Almere (Países Bajos) | Medalla de oro     | Individual         |